# Osiedle Słoneczny Stok, Białystok
Słoneczny Stok là một trong những quận của thành phố Białystok ở Ba Lan. Tên này có nghĩa đen là 'Dốc nắng' và là một cách chơi chữ của tên Bialystok, viết tắt của 'Dốc trắng'.